# Porsche-Diesel Standard Star 238
Der Porsche-Diesel Standard Star 238 war ein Traktor der Porsche-Diesel Motorenbau GmbH, die ihren Sitz in Friedrichshafen am Bodensee hatte und von 1961 bis 1962 etwa 3.400 Exemplare des Traktorenmodells produzierte. Der stehend-luftgekühlte Zweizylindermotor, der durch das Bosch-Einspritzsystem unterstützt wurde, leistete 26 PS und erreichte eine Höchstgeschwindigkeit von 19 km/h. Des Weiteren war der Porsche-Diesel Standard Star 238 mit einem Fernthermometer, einer dreifach gelagerten Kurbelwelle, einer Ölzentrifuge sowie einer Ölschleuder ausgestattet. Die Kompression liefert bei diesem Traktormodell einen Wert von 18 atü; die Verdichtung beträgt 19 : 1. Integriert ist in das Modell Porsche-Diesel Standard Star 238 ein Porsche/Deutz-Schubrad-Gruppen-Wechselgetriebe vom Typ T 25.
Der Porsche-Diesel-Traktor hatte insgesamt zehn Gänge. Sie waren unterteilt in vier Straßengänge, vier Ackergänge sowie zwei Rückwärtsgänge, wobei der erste Gang ein Kriechgang war. Ferner hatte der Porsche-Diesel Standard Star 238 eine umschaltbare Zapfwelle in Form einer Getriebe- oder Wegzapfwelle mit der Normung DIN 9611 Form A. Zu verwenden ist die Wegzapfwelle in allen Gängen bis auf den Kriechgang. Außerdem hatte der Schlepper einen über den Keilriemen angetriebenen Mähantrieb, der unmittelbar vom Getriebe ausging. Zum umfangreichen Zubehör des Porsche-Traktors zählten der Kraftheber für Mittel-, Front- und Heckbetrieb sowie ein Betriebsstundenzähler. Neben einem Keilschneepflug besaß der Traktor vom Typ Porsche-Diesel Standard Star 238 ein Planierschild sowie einen Schubrechwender und ein Front-Tragbock. Das weitere Zubehör umfasste eine Doppelkupplung, Zusatzgewichte für die Hinterräder sowie das Fritzmeier-Verdeck.